# La Camarilla
La Camarilla est le douzième tome de la série Lefranc écrit par Jacques Martin et dessiné par Gilles Chaillet ainsi que Thierry Lebreton qui y participe aux décors, édité en 1997 par Casterman.

## Résumé
Guy Lefanc est témoin de la défaite de son ami pilote Yon Clare au Grand Prix de Monza. Ce dernier lui révèle que son moteur a été saboté pour le faire perdre et que le responsable de cette affaire serait une organisation appelée "La Camarilla". Composée de puissants industriels officiant dans la formule 1, elle cherche à percer les marchés mondiaux d'où le choix de l'adversaire direct de Clare, l'américain Jim Hall. 
Clare est approché par le fabricant de pneus Barello dont le but est de l'éloigner un moment des pistes. Il invite le pilote chez lui dans sa propriété du Lac de Côme. Alors que Yon annonce à la presse qu'il a décidé de poursuivre le championnat, Barello engage Axel Borg pour l'arrêter. Le criminel sous l'identité d'un passionné d'art Eli Burgi organise un accident de voiture pour le blesser légèrement mais rien ne se passe comme prévu et le pilote meurt dans un fracas. La Camarilla dès lors furieuse met la tête de Borg à prix. 
Borg demande à Lefranc de l'aider en échange d'informations sur l'organisation de la Camarilla. Réclamant son dû à Barello, qui s'avère être le chef de la Camarilla, Borg le fait tuer lors d'une spectaculaire attaque par hélicoptère sur sa propriété. Durant cette aventure, malheureusement des innocents perdront la vie ...

## Personnages
- Guy Lefranc
- Axel Borg
- Francis Jugnard
- Yon Clare
- Graziella Longhi
- Barello
- Comtesse Elsa Falaschi-Karenberg
- Stefano Macchi
- Rudolfo Macchi
- Commissaire Taviani
- Alessandro Braggi